# トゥルース (アルバム)
『トゥルース』（Truth）は、1968年に発表されたジェフ・ベック・グループのアルバムでデビュー作。参加メンバーのロッド・スチュワート、ロン・ウッドにとってはキャリア初の出世作となった。ビルボード200での最高位15位。

## 内容・背景
ヤードバーズ脱退後、ベックはミッキー・モストのプロデュースでポップ路線のソロ・デビュー・シングル「Hi Ho Silver Lining / Bolero」（1967年）、続けて「Tallyman / Rock My Plimsoul」（1967年）、「Love Is Blue / I've Been Drinking」（1968年）を発表した。彼にとってはこれら3作のシングルは本意ではなかったらしく、第1弾の「Hi Ho Silver Lining」については、後に「自分の首にピンクの便座をかけさせることとなった曲」と語っている。
彼は「Hi Ho Silver Lining」発表後、新しいバンドのメンバー探しでディスコやクラブに入り浸り、当時「ダーリン・オヴ・ディスコティック」なる渾名を頂戴している。しかしながら足繁く通った甲斐あって、ショットガン・エクスプレスのボーカリスト、ロッド・スチュワートと意気投合する。さらにベーシストとしてロン・ウッド、ドラマーのエインズレー・ダンバーが加わり、第一期ジェフ・ベック・グループが発足する。このメンバーでベックの第2弾シングル「Tallyman / Rock My Plimsoul」を録音するが、ポップ路線に嫌気がさしたダンバーが脱退したので、代わりにミック・ウォーラーを迎えてイギリスとアメリカのツアーを行った。
アメリカ・ツアーの後、休息もそこそこにモストのプロデュースで本作のレコーディングに入る。収録曲はライブでのレパートリーから選ばれ、2日間のセッションが2回、計4日という短期間で本作は完成する。収録曲の大半はブルースのカヴァーで、ベックとスチュワートの共作を意味するジェフリー・ロッド（Jeffrey Rod）名義のオリジナルもブルース・ナンバーの改作だった。しかし同じくモストがプロデュースしていたドノヴァンのレコ―ディングと重なったため、本作にはベックの意向が十分に反映された。今でこそしわがれ声のロック・ボーカリストは珍しくもないが、ベックの歪んだギターにスチュワートの歪んだ声を拮抗させる、という発想はそれまでになかった斬新なものだった。
「ベックス・ボレロ」はジミー・ペイジが提供した楽曲で、シングル「Hi Ho Silver Lining」のB面で発表された音源の収録である。これは1967年5月16日と17日にロンドンのIBCスタジオで、ベック、ペイジ（ギター）、ジョン・ポール・ジョーンズ（ベース）、ニッキー・ホプキンス（ピアノ）、キース・ムーン（ドラムス）によって録音された。
アメリカでは発売3日で初回プレスの4万枚が売り切れ、追加プレスされることとなる。この頃、ゲスト参加したニッキー・ホプキンスが正式メンバーとなっている。
本作リリース後、2度目のアメリカ・ツアーを行うが、ツアー終盤にベックはウッドとウォーラーに解雇を言い渡している。

## 影響
本作は、ペイジがレッド・ツェッペリンを結成する上で最大のヒントとなったといわれている。パワフルなボーカルとより電気的なエレキ・ギターの互角の掛け合いというスタイルは、本作に顕著なようにベックが先鞭をつけていた。ただしベックとペイジの共通のマネージャーであるピーター・グラントは、本作とレッド・ツェッペリンのデビュー・アルバムに共通していることは「You Shook Me」を取り上げている点だけであり、ペイジはベックのアルバムを聴いてはいない、と本作の影響を否定している。

## リリース
1960年代のレコードはステレオ、モノラル両方がリリースされることが多かったが、本作も両方のリリースが行われ、それぞれ独自のミキシングが行われたため、全曲が異なったミックスとなっている。2005年に紙ジャケットで再発されたが、ボーナス・トラックとして前述の3作のシングル及びアウトテイクが収録された。

## 曲目
※クレジットのJeffrey Rodは、Jeff BeckとRod Stewartの共作を示す言葉遊びである。
Side 1
1. シェイプス・オヴ・シングス - Shapes of Things (Chris Dreja, Jim McCarty, Keith Relf and Paul Samwell-Smith) 3:19
2. レット・ミー・ラヴ・ユー -  Let Me Love You (Jeffrey Rod) 4:42
3. モーニング・デュー - Morning Dew (Bonnie Dobson and Tim Rose) 4:41
4. ユー・シュック・ミー -  You Shook Me (Willie Dixon and J. B. Lenoir) 2:30
5. オール・マン・リヴァー -  Ol' Man River (Jerome Kern and Oscar Hammerstein) 4:00

Side 2
1. グリーンスリーブス -  Greensleeves (Traditional, arr. Rod Stewart) 1:48
2. ロック・マイ・プリムソウル -  Rock My Plimsoul (Jeffrey Rod) 4:12
3. ベックス・ボレロ -  Beck's Bolero (Maurice Ravel, arr. Jimmy Page) 2:52
4. ブルース・デラックス -  Blues De Luxe (Jeffrey Rod) 7:28
5. 迷信嫌い - I Ain't Superstitious (Willie Dixon) 4:54

### 2005年リイシュー盤ボーナス・トラック
1. アイヴ・ビーン・ドリンキング - I've Been Drinking (Jeffrey Rod) 3:17
2. ユー・シュック・ミー - You Shook Me (Willie Dixon and J. B. Lenoir) 2:28
3. ロック・マイ・プリムソウル - Rock My Plimsoul (Jeffrey Rod) 3:39
4. ベックス・ボレロ -  Beck's Bolero (Maurice Ravel, arr. Jimmy Page) 3:09
5. ブルース・デラックス -  Blues De Luxe (Jeffrey Rod) 7:29
6. タリーマン - Tallyman (Graham Gouldman) 2:45
7. 恋は水色 - Love Is Blue (Andre Popp, Pierre Cour, Bryan Blackburn) 2:56
8. ハイ・ホー・シルヴァー・ライニング - Hi Ho Silver Lining (Scott English, Laurence Weiss) 3:45

## 参加メンバー
- ジェフ・ベック - ギター、ボーカル：bass on Ol' Man River
- ロッド・スチュワート - ボーカル (except on Greensleeves and Beck's Bolero)
- ミック・ウォーラー - ドラムス (except on Greensleeves and Beck's Bolero)
- ロン・ウッド - ベース (except on Ol' Man River, Greensleeves and Beck's Bolero)
- ニッキー・ホプキンス - ピアノ、オルガン：on Morning Dew, You Shook Me, Ol' Man River, Beck's Bolero and Blues Deluxe
- キース・ムーン - ドラムス：on Beck's Bolero, tympani on Ol' Man River
- ジミー・ペイジ - ギター：on Beck's Bolero
- ジョン・ポール・ジョーンズ - ベース：on Beck's Bolero
- ミッキー・モスト - プロデューサー
- ケン・スコット - エンジニア